# Wormaldia hamata
Wormaldia hamata är en nattsländeart som beskrevs av Donald G. Denning 1951. Wormaldia hamata ingår i släktet Wormaldia och familjen stengömmenattsländor. Inga underarter finns listade i Catalogue of Life.